# Ba (ägyptische Mythologie)
Der Ba (auch Exkursionsseele) ist in der Ägyptischen Mythologie eine Bezeichnung für einen bestimmten seelischen Aspekt, der sich trotz einer engen Bindung an den Körper von diesem ablösen und entfernen kann. Solche Seelen, die den Körper verlassen und eigenständig agieren, werden in der Ethnologie und Religionswissenschaft „Freiseelen“ genannt.
Nach dem Tod verwandelt sich das Ba jedes Menschen in ein Tier, das in seinem Umfeld heilig ist. In den Texten der Totenbücher wird der Ba als Falke beschrieben, der zum Himmel fliegt, als Gans, die auch als großer Schnatterer (Gengen Wer) göttlich verehrt wird, als Kranich, der den Himmel küsst, oder als Heuschrecke, die zum Himmel springt. Solche Freiseelen, die sich in Tieren realisieren, werden auch als Alter Ego bezeichnet.

## Unterscheidung der Seelenaspekte
Im Alten Ägypten unterschied man drei Aspekte des Seelischen im Menschen, für welche die Begriffe Ka, Ba und Ach verwendet wurden. Die altägyptischen Vorstellungen von der Seele beziehungsweise den unterschiedlichen Seelen oder Seelenaspekten eines Menschen und von ihrem Schicksal im Diesseits und Jenseits waren teilweise unklar und widersprüchlich; dennoch entsprechen den drei Begriffen klar abgegrenzte Inhalte, die nicht vermischt oder verwechselt wurden.
In der Epoche des Alten Reichs dominierte der Begriff Ka, der die „Seele“ als Quelle der Lebenskraft bezeichnet. Der Ka verlässt zwar den Menschen beim Tod, bleibt aber in der Nähe des Leichnams. Nach dem Tod ist es seine Hauptaufgabe, den Toten zu schützen und ihm zu einem Dasein zu verhelfen, das seinem bisherigen sozialen Rang entspricht. Der Ach ist eine Existenzform, die erst nach dem Tod durch entsprechende Bemühungen erlangt wird, indem der Tote sich die Ach-Kraft aneignet und dadurch zum Ach wird.

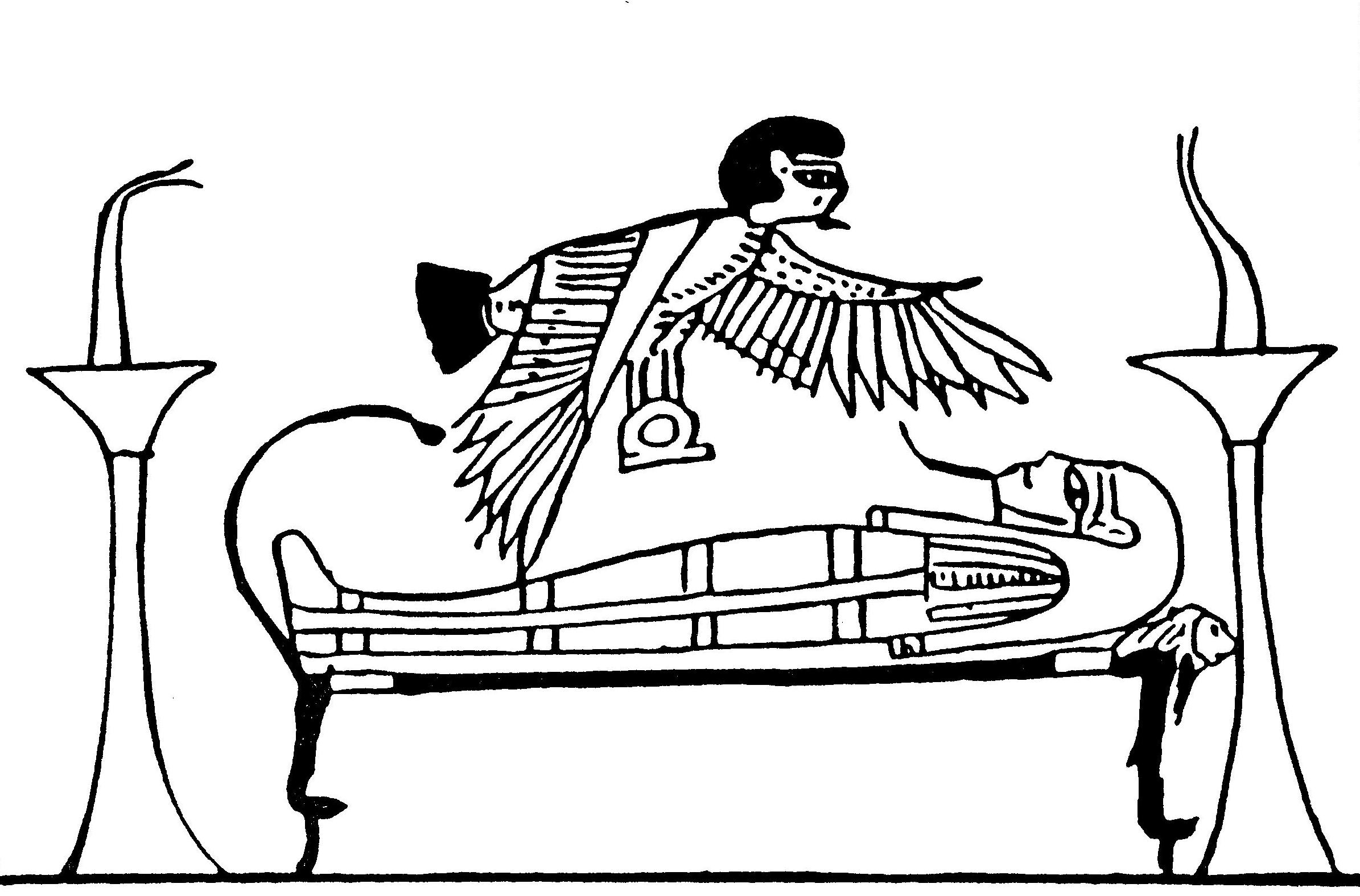
Eine Darstellung des Ba-Vogels aus dem Ägyptischen Totenbuch

Ba ist im Gegensatz zu Ka ein Begriff, der erst nach dem Ende des Alten Reichs allgemeine Bedeutung erlangt. Im Alten Reich scheint ein Ba nur dem König zugeschrieben worden zu sein; erst in der Ersten Zwischenzeit und im Mittleren Reich taucht er auch in Sargtexten von Privatleuten auf, die damit etwas für sich in Anspruch nehmen, was zuvor königliches Privileg war. Das Hauptmerkmal des Ba ist seine große Beweglichkeit. Sie kommt in seiner Vogelgestalt zum Ausdruck. Der Ba wird gewöhnlich als Vogel (oft mit Menschenkopf) dargestellt und zeigt damit seine Zugehörigkeit zu dem bei indigenen Völkern verbreiteten Typus des „Seelenvogels“. Er kann aber auch andere Gestalten annehmen, darunter die menschliche des Verstorbenen.
Zu Lebzeiten des Menschen ist der Ba im Körper eingeschlossen, beim Tod löst er sich vom Körper. Er ist aber nicht präexistent, sondern im Körper entstanden. Mit dem Leichnam – der Mumie – bleibt er auch nach dem Tod dauerhaft verbunden, obwohl die Ba -Vögel als Freiseelen eigentlich Himmelswesen sind und „im Norden“ leben. Nach dem Wunsch der Hinterbliebenen soll der Ba das Grab aufsuchen, was nach ihrer Vorstellung zu einer Art Wiederbelebung des Leichnams führt, mit dem der Ba sich regelmäßig vereinigen soll. Um ihn dorthin zu locken, wird ihm Trinkwasser bereitgestellt. Der Ba ist keineswegs von Natur aus unsterblich und unverletzlich; er kann gepackt und gefangengesetzt, ja sogar vernichtet werden.
Außerdem repräsentiert der Ba Teile der Dekan-Sterne, da der Verstorbene das Versprechen erhielt, sein Ba könne sich nach Belieben in einen Dekan-Stern verwandeln. Nähere Eingrenzungen bietet pLouvre N 2420 c, wo die Sargbesitzerin um Aufnahme in den Kreis der sieben unsichtbaren Chatiu-Dekane bittet. Im ägyptischen Totenbuch sind unter der Nr. 158 diese Wünsche im „Spruch für einen goldenen Halskragen“ standardisiert: „Löse mich, sieh mich an. Ich bin einer von denen (Chatiu-Dekane), die zur Lösung gehören, wenn sie Geb sehen.“

## Gespräch eines Mannes mit seinem Ba
Hauptartikel: Gespräch eines Lebensmüden mit seiner Seele
Der Ba ist beim lebenden Menschen zwar schon vorhanden, spielt aber kaum eine Rolle. Erst beim Tod, der für den Ba eine Art Geburt bedeutet, tritt er hervor. Ein Sonderfall ist der berühmte poetische Dialog eines lebensmüden Mannes mit seinem Ba aus der Zeit der 12. Dynastie, einer der frühesten Belege für einen Ba beim Privatmann. Hier redet zwar ein Lebender mit seinem Ba, aber bezeichnenderweise kommt auch in diesem Text der Ba nur unter dem Gesichtspunkt des Todes ins Blickfeld. Der Lebensmüde beklagt sein Schicksal und drückt seine Todessehnsucht aus; der Ba vertritt den entgegengesetzten Standpunkt, er verteidigt den Wert des Diesseits und weist auf die Risiken des Jenseitslebens hin. Schließlich kommt es zu einem Kompromiss, wobei jede Seite in der Argumentation der anderen etwas Berechtigtes findet und anerkennt.

## Bas der Götter und ihre Erscheinungsformen
Auch Göttern wurde ein Ba oder sogar eine Mehrzahl von Bas zugeschrieben. Die Gottesvorstellungen waren fließend, die Götter wurden grundsätzlich als wandlungsfähig betrachtet. Eine Gottheit stellte in erster Linie ein Geflecht von Willens- und Strahlkräften dar; daher kam ihr nur ein beschränkter Persönlichkeitscharakter zu. Entsprechend vielfältig und flexibel waren auch die Vorstellungen über die Seelen der Götter. So war es möglich, dass ein Gott als Ba eines anderen Gottes erklärt wurde.
Im Buch der Himmelskuh schildert die Gottheit Re verschiedene Erscheinungsformen der Götter-Bas:
| Col 85 Vers 275 Ich bin es, der den Himmel geschaffen und befestigt hat, um die Bas der Götter in ihn hineinzusetzen. Col 85 Vers 275 Ich bin mit den Bas bis ans Ende der Zeit. Col 88 Vers 290 Ich bin Re, der Leuchtende! Col 87 Vers 291 Darum sollst du sprechen Col 87 Vers 292 in der Abenddämmerung, Col 88 Vers 294 die der Feind des Re ist: Col 89 Vers 295 „Ich bin der Ba des Re, sein Zauber.“ Col 87 Vers 286 Der Ba des Re ist die ganze Welt. Col 86 Vers 282 Der Ba des Osiris ist der Widder von Mendes. Col 86 Vers 283 Die Bas des Sobek sind die Krokodile. Col 86 Vers 281 Der Ba des Nun ist das Wasser. Col 87 Vers 285 Der Ba des Apophis ist im Ostberg. Col 86 Vers 280 Der Ba der Finsternis ist die Nacht. Col 86 Vers 279 Der Ba von jedem Gott ist in den Schlangen. Col 95 Vers 327 Ich gehöre zur Flamme, die der Ba des Feuers ist. Col 95 Vers 324 Ich bin Re der Neunheit und Col 95 Vers 326 ziehe vorbei, da ich hell bin. |